# Pip Torrens

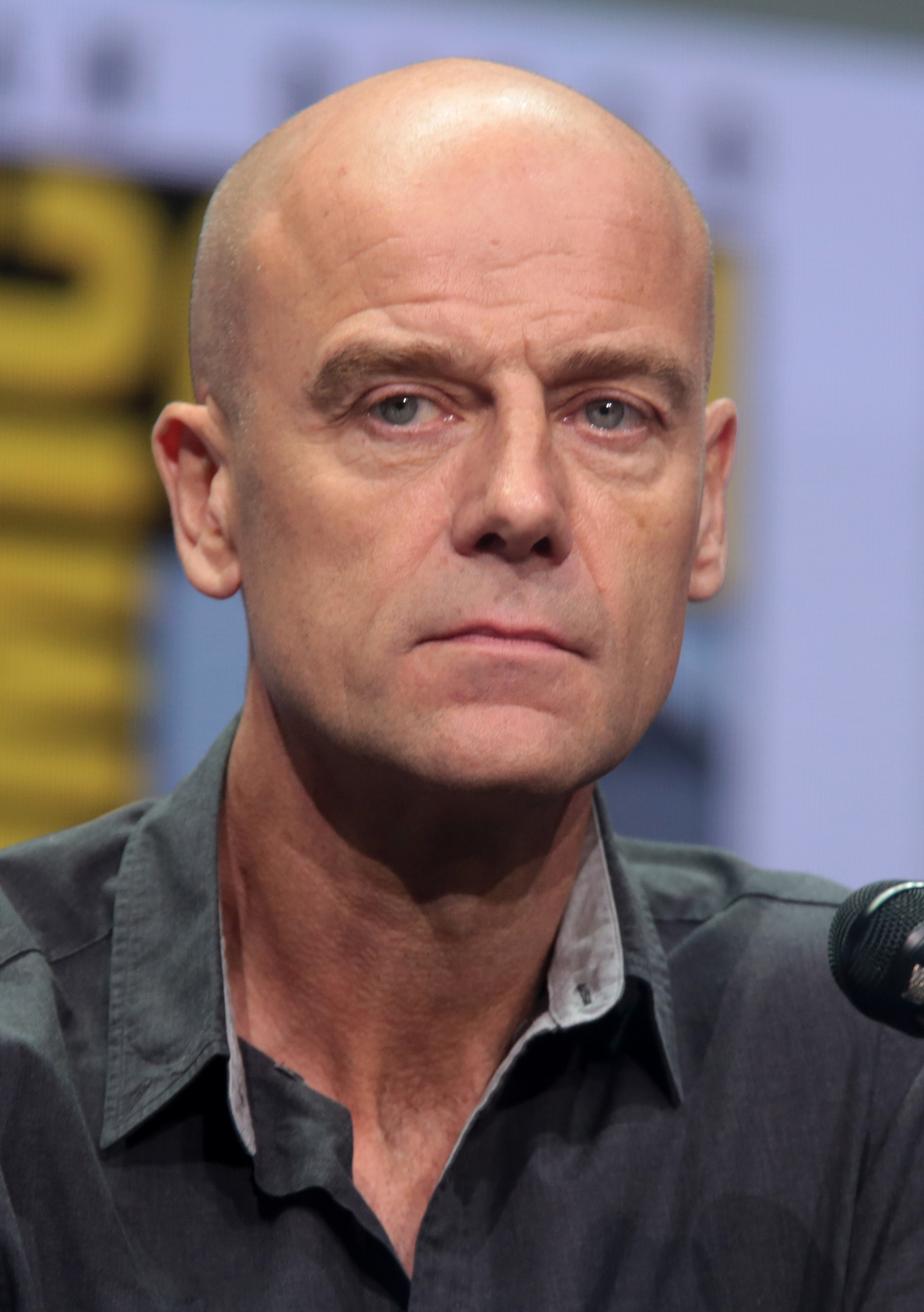
Pip Torrens auf der San Diego Comic-Con International (2017)

Philip D’Oyly „Pip“ Torrens (* 2. Juni 1960 in Bromley, Kent, England) ist ein britischer Schauspieler.

## Leben
Torrens studierte am Trinity College der University of Cambridge, wo er in den 1980er-Jahren einen Masterabschluss in Englischer Literatur erwarb. Auch studierte er Schauspiel am Drama Studio London. Sein Debüt als Theaterschauspieler gab er 1981 in der Rolle des Delahay im Theaterstück Another Country. Ab Mitte der 1980er Jahre kam er zu ersten Rollen in britischen Filmen und Fernsehserien. In größeren Filmen wie Was vom Tage übrig blieb (1993) und James Bond 007 – Der Morgen stirbt nie (1997) war er allerdings lange Zeit auf eher kleine Nebenrollen beschränkt. 2005 verkörperte er in Joe Wrights Filmdrama Stolz und Vorurteil einen Butler. 
Ab dem Jahr 2011 folgten zahlreiche Rollen in größeren Filmproduktionen. So trat Torrens unter anderem in den Filmbiografien My Week with Marilyn und Die Eiserne Lady, Steven Spielbergs Kriegsfilm Gefährten und der Literaturverfilmung Anna Karenina auf. 2015 übernahm er die Rolle des Dr. Hexler in der Filmbiografie The Danish Girl. Im gleichen Jahr stellte Torrens im Science-Fiction-Film Star Wars: Das Erwachen der Macht die Rolle des Colonel Kaplan dar. 2017 wurde Torrens in der Netflix-Produktion The Crown als Tommy Lascelles, Privatsekretär von Königin Elisabeth II., besetzt. 
Von 2017 bis 2019 trat Torrens in einer der Hauptrollen als Klaus Helmut Starr in der amerikanischen Serie Preacher auf.

## Filmografie (Auswahl)
- 1984: Oxford Blues
- 1986: Lady Jane – Königin für neun Tage (Lady Jane)
- 1987: The Lenny Henry Show (Fernsehserie, 6 Episoden)
- 1987: Klein Dorrit (Little Dorrit)
- 1988: Eine Handvoll Staub (A Handful of Dust)
- 1989: The Nightmare Years (Miniserie, 5 Episoden)
- 1989: Voice of the Heart (Fernsehfilm)
- 1989: Ein erfolgreicher Mann (How to Get Ahead in Advertising)
- 1989: Ausgespielt – Bearskin (Bearskin – An Urban Fairytale)
- 1990: Land der schwarzen Sonne (Mountains of the Moon)
- 1990: Total Control (Eminent Domain)
- 1991: Object of Beauty (The Object of Beauty)
- 1991: Chimera (Miniserie, 3 Episoden)
- 1992: Die Abenteuer des jungen Indiana Jones (The Young Indiana Jones Chronicles, Fernsehserie, 1 Episode)
- 1992: Die Stunde der Patrioten (Patriot Games)
- 1992–1993: Jeeves and Wooster – Herr und Meister (Jeeves and Wooster, Fernsehserie, 2 Episoden)
- 1993: Was vom Tage übrig blieb (The Remains of the Day)
- 1993: Um Kopf und Krone (To Play the King, Miniserie, 3 Episoden)
- 1995: Indiana Jones und der Diamant im Pfauenauge (The Adventures of Young Indiana Jones: Treasure of the Peacock's Eye, Fernsehfilm)
- 1997: Bodyguards (Fernsehserie, 6 Episoden)
- 1997: Incognito
- 1997: James Bond 007 – Der Morgen stirbt nie (Tomorrow Never Dies)
- 1998: The Unknown Soldier (Fernsehfilm)
- 1999: Das schnelle Geld – Die Nick-Leeson-Story (Rogue Trader)
- 1999: Pure Wickedness (Fernsehserie, 3 Episoden)
- 2000: Longitude – Der Längengrad (Longitude, Fernsehfilm)
- 2000: Mein – Bis in den Tod (Trust, Fernsehfilm)
- 2000: Lorna Doone (Fernsehfilm)
- 2001: The Whistle-Blower (Fernsehfilm)
- 2001: The Infinite Worlds of H.G. Wells (Miniserie, 6 Episoden)
- 2001: To End All Wars – Die wahre Hölle (To End All Wars)
- 2001: Revelation – Die Offenbarung (Revelation)
- 2001: The Mystic Masseur
- 2001: Die Männer Ihrer Majestät (All the Queen’s Men)
- 2002: Ernest Shackleton (Shackleton, Miniserie, 2 Episoden, als James McIlroy)
- 2002: Sunday (Fernsehfilm)
- 2002: Aka Albert Walker (Fernsehfilm)
- 2002: Ted and Alice (Miniserie, 3 Episoden)
- 2002: Dead Gorgeous (Fernsehfilm)
- 2002: Projekt Machtwechsel (The Project, Fernsehfilm)
- 2002: Darwin's Daughter (Fernsehfilm)
- 2003: Du stirbst nur zweimal (Second Nature, Fernsehfilm)
- 2003: Gifted (Fernsehfilm)
- 2004: Agatha Christie’s Marple (Fernsehserie, 1 Episode)
- 2004: When I'm 64 – Späte Liebe (Fernsehfilm)
- 2004: Messiah: The Promise (Miniserie, 2 Episoden)
- 2004, 2008: Hautnah – Die Methode Hill (Wire in the Blood, Fernsehserie, 3 Episoden)
- 2005: Broken News (Fernsehserie, 6 Episoden)
- 2005: A View from a Hill (Fernsehfilm)
- 2005: The Commander: Virus (Fernsehfilm)
- 2005: The Commander: Blackdog (Fernsehfilm)
- 2005: The Government Inspector (Fernsehfilm)
- 2005: Stolz & Vorurteil (Pride & Prejudice)
- 2005: Ian Fleming: Bondmaker (Fernsehfilm)
- 2005: Klassenmord (Class of ’76, Fernsehfilm)
- 2005: Rom (Rome, Fernsehserie, Episode 1x12)
- 2006: Missing (Fernsehfilm)
- 2006: Dresden (Fernsehfilm)
- 2006: The Chatterley Affair (Fernsehfilm)
- 2006: Pinochet in Suburbia (Fernsehfilm)
- 2006: The Path to 9/11 – Wege des Terrors (The Path to 9/11, Miniserie, 2 Episoden)
- 2006: Rom und seine grossen Herrscher (Ancient Rome: The Rise and Fall of an Empire, Miniserie, 1 Episode)
- 2006: Der Todeswirbel (Agatha Christie’s Poirot; Fernsehserie, Folge: Taken at the Flood)
- 2007: The Mark of Cain
- 2007: Waking the Dead – Im Auftrag der Toten (Waking the Dead, Fernsehserie, 2 Episoden)
- 2007: Das Handbuch für Rabenmütter (The Bad Mother’s Handbook, Fernsehfilm)
- 2007: Die Flut – Wenn das Meer die Städte verschlingt (Flood)
- 2007: Doctor Who (Fernsehserie, 2 Episoden)
- 2007: Consenting Adults (Fernsehfilm)
- 2007: Silent Witness (Fernsehserie, 2 Episoden)
- 2008: Miss Austen Regrets (Fernsehfilm)
- 2008: Queen Victoria’s Men (Dokumentarfilm)
- 2008: Easy Virtue – Eine unmoralische Ehefrau (Easy Virtue)
- 2009: Das Bildnis des Dorian Gray (Dorian Gray)
- 2009: Du bist tot (U Be Dead, Fernsehfilm)
- 2009: Die Girls von St. Trinian 2 – Auf Schatzsuche (St Trinian’s 2: The Legend of Fritton's Gold)
- 2010: Coronation Street (Fernsehseries, 6 Episoden)
- 2010, 2016: Inspector Barnaby (Midsomer Murders; Fernsehserie, 2 Episoden)
- 2011: Largo Winch II – Die Burma Verschwörung (Largo Winch II)
- 2011: Gelobtes Land (The Promise, Miniserie, 4 Episoden)
- 2011: Love’s Kitchen – Ein Dessert zum Verlieben (Love’s Kitchen)
- 2011: My Week with Marilyn
- 2011: Gefährten (War Horse)
- 2011: Die Eiserne Lady (The Iron Lady)
- 2011–2014: Silk – Roben aus Seide (Silk, Fernsehserie, 4 Episoden)
- 2011–2014: Law & Order: UK (Fernsehserie, 5 Episoden)
- 2012: Bel Ami
- 2012: The Fall of Singapore: The Great Betrayal (Dokumentarfilm)
- 2012: Anna Karenina
- 2012: The Scapegoat
- 2012: Gambit – Der Masterplan (Gambit)
- 2012: Whitechapel (Fernsehserie, Episode 3x04)
- 2013: Black Mirror (Fernsehserie, Episode 2x03)
- 2013: The Lady Vanishes (Fernsehfilm)
- 2014: Fleming: Der Mann, der Bond wurde (Fleming: The Man Who Would Be Bond, Miniserie, 4 Episoden)
- 2014: Die Verschwörung: Gnadenlose Jagd (Salting the Battlefield, Fernsehfilm)
- 2014: Walter (Fernsehfilm)
- 2014: Gemma Bovery – Ein Sommer mit Flaubert (Gemma Bovery)
- 2014: Effie Gray
- 2014: George Gently – Der Unbestechliche (Inspector Geoge Gently, Fernsehserie, 1 Episode)
- 2014–2016: Grantchester (Fernsehserie, 3 Episoden)
- 2015: Der Kampf um Schweres Wasser (Kampen om tungtvannet, Miniserie, 6 Episoden)
- 2015: The Danish Girl
- 2015: Star Wars: Das Erwachen der Macht (Star Wars: The Force Awakens)
- 2016: Krieg und Frieden (War & Peace, Miniserie, 2 Episoden)
- 2016: Inspector Barnaby (Midsomer Murders) Fernsehserie, Staffel 18, Folge 2: Alles Böse kommt von oben (The Incident At Cooper Hill)
- 2016: Kids in Love
- 2015–2018: Poldark (Fernsehserie, 21 Episoden)
- 2015–2017: Versailles (Fernsehserie, 17 Episoden)
- 2016–2017, 2019: The Crown (Fernsehserie, 17 Episoden)
- 2017–2019: Preacher (Fernsehserie, 33 Episoden)
- 2017: Die dunkelste Stunde (Darkest Hour)
- 2018: Patrick Melrose (Miniserie, 4 Episoden)
- 2018: Down a Dark Hall
- 2018, 2019: Deep State (Fernsehserie, 6 Episoden)
- 2019: Niemandsland – The Aftermath (The Aftermath)
- 2020: Des (Miniserie, 1 Episode)
- 2020: Roadkill (Miniserie, 3 Episoden)
- 2021–2023: The Nevers (Fernsehserie)
- 2024: Unschuldig – Mr. Bates gegen die Post (Mr Bates vs the Post Office, Miniserie)
- 2024: Renegade Nell (Miniserie)

## Theater
- 1981–1983: Another Country (Greenwich Theatre, London und Queens Theatre, London; Rolle: Delahey)
- 1983–1984: Another Country (Bristol Hippodrome, Cambridge Arts Theatre etc.; Rolle: Bennett)
- 1995: Absolute Hell (Lyttelton Theatre, National Theatre; Rolle: Nigel Childs)
- 1996: Stanley (National Theatre, Cottesloe Theatre, National Theatre; Rolle: Henry)
- 2001: PWA: The Diaries of Oscar Moore (Rolle: Oscar Moore)

## Videospiele
Seit 2019 übernimmt Torrens die Rolle des Kurators in der Videospielserie The Dark Pictures Anthology des britischen Studios Supermassive Games. Die Figur wird von ihm via Motion Capture gespielt und im Originalton auch synchronisiert. Bisher sind erschienen:
- 2019: The Dark Pictures Anthology: Man of Medan
- 2020: The Dark Pictures Anthology: Little Hope
- 2021: The Dark Pictures Anthology: House of Ashes
- 2022: The Dark Pictures Anthology: The Devil in Me